# ایوانوفسکی (اوفا، باشقیرستان)
ایوانوفسکی (انگلیسی: Ivanovsky, Republic of Bashkortostan) یک شهرک در منطقه شهری اوفای جمهوری باشقیرستان در کشور روسیه است.